# Андрияновская (Иркутская область)
Андрия́новская — посёлок железнодорожной станции в Слюдянском районе Иркутской области. Входит в Култукское муниципальное образование.

## География
Расположен в 16 км (по автомагистрали «Байкал») к северо-востоку от пгт Култук на перевале Приморского хребта. В 1,5 км западнее посёлка проходит федеральная автомагистраль Р258 «Байкал». В посёлке расположена железнодорожная станция Андриановская на Транссибирской магистрали, где останавливаются пригородные электрички Иркутск — Слюдянка, Иркутск — Байкальск, Иркутск — Выдрино.

## История
Основан как железнодорожный посёлок при перевальной станции Андриановская на Транссибирской магистрали.

## Население
| 2002 | 2010 | 2011 | 2012 |
| ---- | ---- | ---- | ---- |
| 110  | ↘103 | →103 | ↘98  |